# Elezioni generali in Indonesia del 2024
Le elezioni generali in Indonesia del 2024 si sono tenute il 14 febbraio per l’elezione della Presidenza e dell’Assemblea consultiva del popolo, il parlamento del paese.
Esse hanno visto la vittoria, come anticipato precedentemente anche da exit-poll e conteggi veloci, di Prabowo Subianto che, con il 58,59% delle preferenze, è riuscito addirittura a prevalere sui suoi sfidanti sin dal primo turno, evitando così di dover andare ad un eventuale ballottaggio previsto per il 26 giugno. D’altro canto, tuttavia, alle elezioni legislative il suo partito politico, Partito del Movimento della Grande Indonesia (PGIR-GERINDRA), è giunto solamente terzo con 86 seggi, mentre il primo ed il secondo posto sono stati assegnati, rispettivamente, alla fazione maggioritaria uscente Partito Democratico Indonesiano di Lotta (PDI-P), detentrice ridimensionata di 110 seggi, ed al Partito dei Gruppi Funzionali (PGK-GOLKAR), detentore di 102 seggi.
Il presidente uscente Joko Widodo, a causa del limite costituzionale di due soli mandati consecutivi, non ha potuto presentarsi per la rielezione.

## Sistema elettorale

### Disposizioni generali

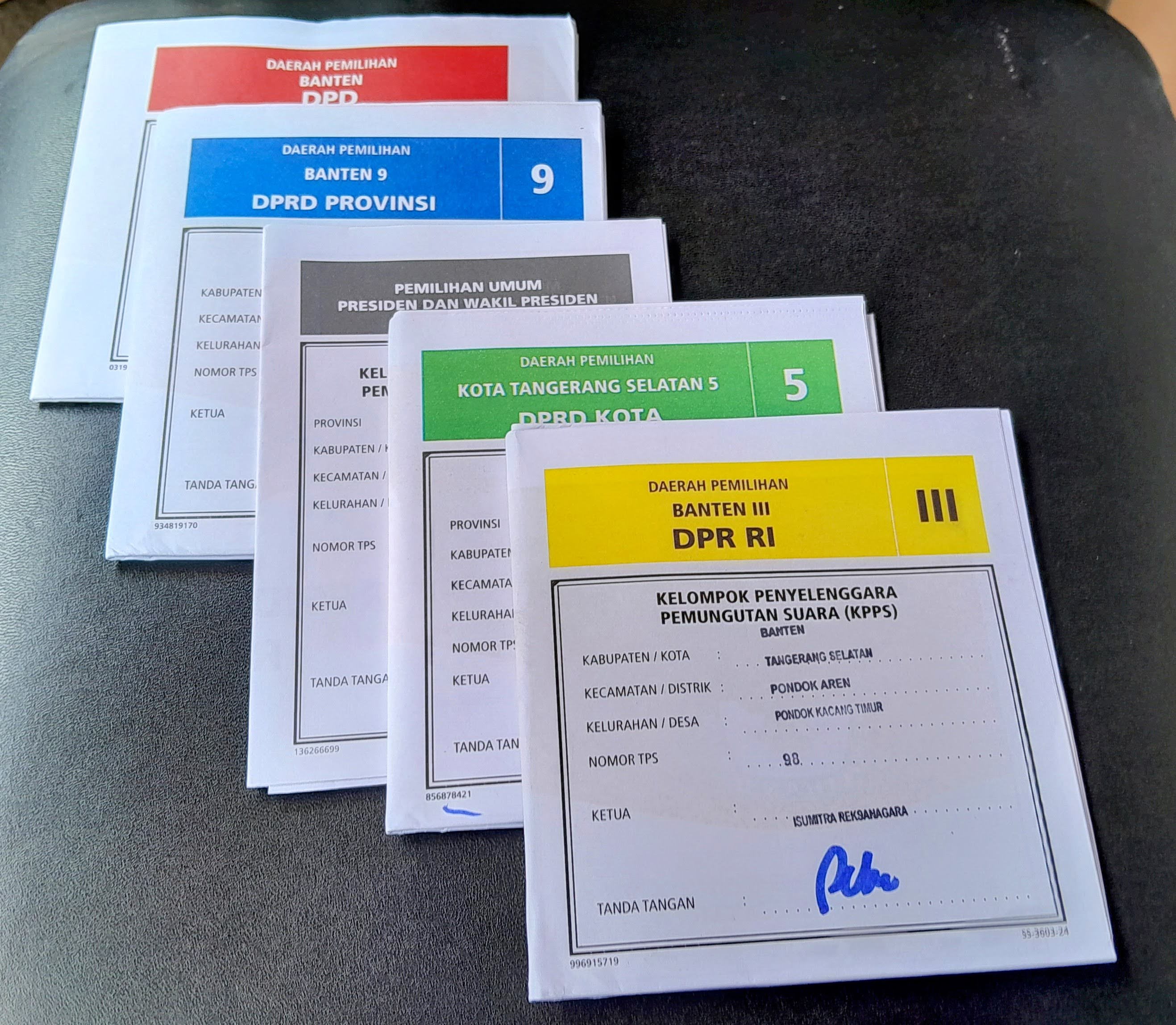
Schede elettorali nella Provincia di Banten.

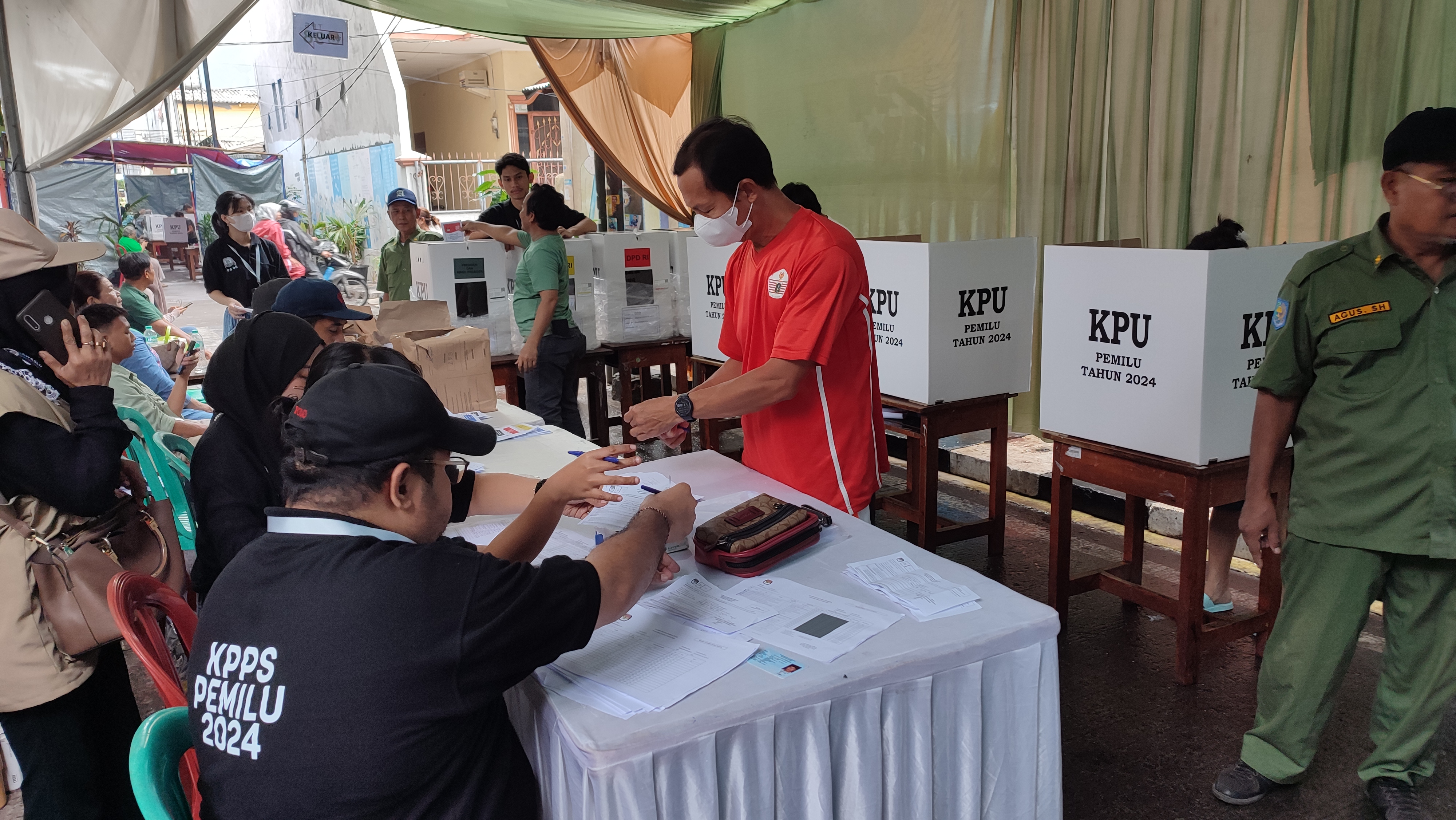
Seggio elettorale presso Giacarta Settentrionale.

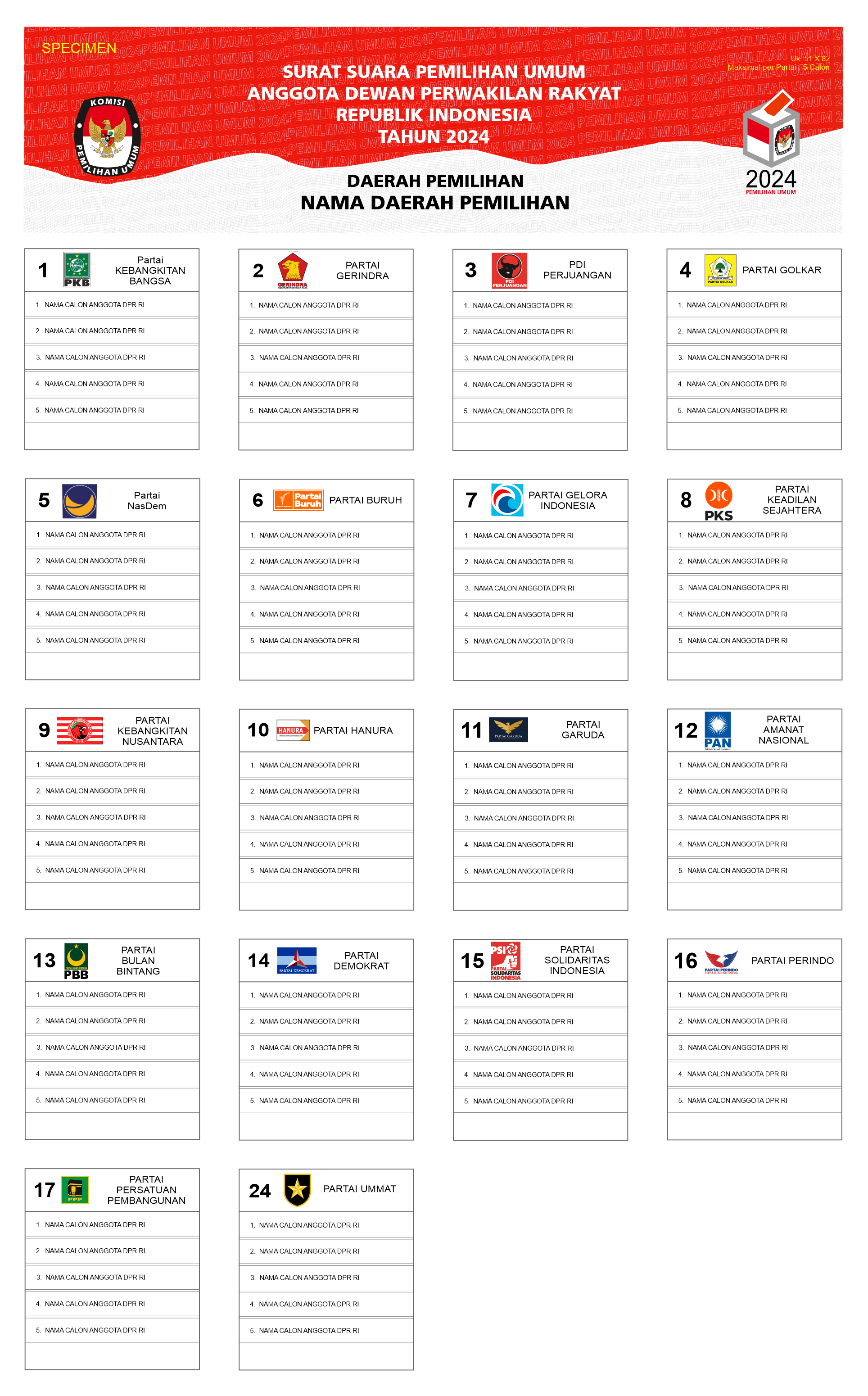
Esempio di scheda elettorale utilizzata per le elezioni della Camera dei rappresentanti del popolo (DPR).

L'età di voto, in Indonesia, è stabilita a 17 anni, o addirittura meno se l'elettore ha una “e-card di identità” indonesiana o un “e-KTP” in seguito a matrimonio. I membri delle forze armate nazionali indonesiane (TNI) e della polizia indonesiana (POLRI) non sono autorizzati a votare.

### Presidenziali
Per le elezioni presidenziali, la legge elettorale indonesiana (L. 7/2017) prevede l’applicazione di un sistema maggioritario a doppio turno, secondo cui, per essere eletti già al primo turno, è necessario raggiungere la maggioranza assoluta dei voti (50%+1) ed almeno il 20% delle preferenze in oltre la metà (20) delle province.
Qualora ciò non avvenga o avvenga parzialmente, si attua un secondo turno di votazione, in cui risulta eletto il candidato che ha ottenuto il maggior numero di voti. Qualora i candidati siano solo due, l’elezione è ripetuta con i requisiti del primo turno.
Per candidarsi come candidato presidenziale, poi, la legge prescrive che si sia formalmente approvati da un partito politico o da una sua coalizione avente almeno il 20% dei seggi nella Camera dei rappresentanti del popolo (116) o che abbia ottenuto almeno il 25% delle preferenze nelle precedenti elezioni. I partiti politici, tuttavia, sono comunque autorizzati a rimanere “neutrali”, specie se non sono in grado di proporre un proprio candidato, tuttavia, se uno o più partiti neutrali sono invece in grado di sostenere il proprio candidato, sono tenuti a farlo o saranno esclusi dal partecipare alle successive elezioni.
Infine, secondo la legge elettorale, i candidati presidenziali devono:
- avere almeno 40 anni;
- essere residenti in Indonesia da almeno 5 anni;
- non avere una cittadinanza straniera, né al momento delle elezioni né in qualsiasi momento prima.[13]

### Parlamentari
Per quanto riguarda invece l’elezione del Assemblea consultiva del popolo (MPR-RI), ossia di 580 membri della Camera dei rappresentanti del popolo (DPR) e di 152 membri del Consiglio di rappresentanza regionale (DPD), la legge elettorale indonesiana prevede l’applicazione due sistemi diversi, in ragione delle peculiarità di ciascuna camera, operando l’Indonesia sotto un bicameralismo imperfetto:
- Per la Camera dei rappresentanti del popolo (DPR), ossia la camera bassa (più rilevante e politica) è utilizzato un sistema proporzionale a lista aperta all’interno di 84 collegi plurinominali. Successivamente, la distribuzione dei seggi avviene con il metodo Sainte-Laguë;
- Per il Consiglio di rappresentanza regionale (DPD), ossia la camera alta (meno rilevante e apartitica), è invece utilizzato un sistema a voto singolo non trasferibile all’interno di ciascuna provincia, ognuna delle quali elegge 4 “senatori” su base non-partigiana, sebbene molti candidati alle elezioni legislative abbiano legami con i partiti rappresentati alla camera bassa.

In ogni caso, è prevista una soglia di sbarramento al 4%, sebbene questa possa chiaramente essere aggirata dai singoli alle elezioni della camera alta, il Consiglio di rappresentanza regionale (DPD). È altresì prevista dal sistema una quota di genere nelle liste elettorali che richiede che almeno il 30% dei candidati registrati sia di sesso femminile.

#### Situazione elettorale di Nusantara
Nusantara, essendo la nuova capitale nazionale designata ancora in costruzione e gli abitanti ancora pochi, è stata rappresentata a queste elezioni dalla regione elettorale del Kalimantan Orientale, sia per i “rappresentanti” che per i “senatori”, con l’obiettivo di divenire, in futuro, un distretto autonomo.

## Candidati

### Presidenziali
| 01                                     |                        |
| Coalizione del Cambiamento per l’Unità |                        |
| Anies Baswedan                         | Muhaimin Iskandar      |
| Per la Presidenza                      | Per la Vice-Presidenza |
|                                        |                        |
| Logo                                   |                        |
|                                        |                        |

| 02                          |                        |
| Coalizione Avanza Indonesia |                        |
| Prabowo Subianto            | Gibran Rakabuming      |
| Per la Presidenza           | Per la Vice-Presidenza |
|                             |                        |
| Logo                        |                        |
|                             |                        |

| 03                                                          |                        |
| Alleanza dei Partiti politici che supportano Ganjar Pranowo |                        |
| Ganjar Pranowo                                              | Mahfud MD              |
| Per la Presidenza                                           | Per la Vice-Presidenza |
|                                                             |                        |
| Logo                                                        |                        |
|                                                             |                        |

### Parlamentari
| Partiti | Partiti       | Partiti                                                                             | Ideologia                                                      | Collocamento             | Leader                   |
| ------- | ------------- | ----------------------------------------------------------------------------------- | -------------------------------------------------------------- | ------------------------ | ------------------------ |
|         | PKB           | Partito del Risveglio Nazionale Partai Kebangkitan Bangsa                           | Conservatorismo pancasilista                                   | Centro                   | Muhaimin Iskandar        |
|         | PGIR-GERINDRA | Partito del Movimento della Grande Indonesia Partai Gerakan Indonesia Raya          | Conservatorismo populista nazionalista pancasilista            | Destra/Estrema destra    | Prabowo Subianto         |
|         | PDI-P         | Partito Democratico Indonesiano di Lotta Partai Demokrasi Indonesia Perjuangan      | Marhaenismo nazionalista pancasilista                          | Centrosinistra/Sinistra  | Megawati Sukarnoputri    |
|         | PGK-GOLKAR    | Partito dei Gruppi Funzionali Partai Golongan Karya                                 | Conservatorismo secolare nazionalista liberale pancasilista    | Centro destra/Destra     | Airlangga Hartarto       |
|         | NasDem        | Partito NasDem Partai Nasional Demokrat                                             | Nazionalismo secolare pancasilista                             | Centro/Centro-sinistra   | Surya Paloh              |
|         | PB            | Partito Laburista Partai Buruh                                                      | Socialdemocrazia laburista pancasilista                        | Centro sinistra/Sinistra | Said Iqbal               |
|         | PGRI-GELORA   | Partito dell’Onda del Popolo Indonesiano Partai Gelombang Rakyat Indonesia - Gelora | Islamismo democratico populista pancasilista                   | Centro/Centrodestra      | Anis Matta               |
|         | PKS           | Partito Prospero della Giustizia Partai Keadilan Sejahtera                          | Fondamentalismo islamico socialmente conservatore pancasilista | Destra/Estrema destra    | Ahmad Syaikhu            |
|         | PKN           | Partito del Risveglio di Nusantara Partai Kebangkitan Nusantara                     | Pancasila                                                      | Centro                   | Anas Urbaningrum         |
|         | PKNR-HANURA   | Partito della Coscienza Popolare Partai Hati Nurani Rakyat - Hanura                 | Pancasila                                                      | Centro                   | Oesman Sapta Odang       |
|         | PGPI-GARUDA   | Partito Guardiano del Cambiamento dell’Indonesia Partai Hati Nurani Rakyat - Garuda | Pancasila                                                      | Centro                   | Ahmad Ridha Sabana       |
|         | PAN           | Partito del Mandato Nazionale Partai Amanat Nasional                                | Islamismo democratico nazionalista religioso pancasilista      | Centro/Centrodestra      | Zulkifli Hasan           |
|         | PBB           | Partito della Mezzaluna Partai Bulan Bintang                                        | Islamismo democratico nazionalista religioso                   | Destra                   | Yusril Ihza Mahendra     |
|         | PD            | Partito della Solidarietà Indonesiana Partai Demokrat                               | Nazionalismo populista pancasilista                            | Centro/Centrodestra      | Agus Harimurti Yudhoyono |
|         | PSI           | Partito della Solidarietà Indonesiana Partai Solidaritas Indonesia                  | Socialdemocrazia secolare progressista pancasilista            | Centro sinistra          | Kaesang Pangarep         |
|         | PPI-PERINDO   | Partito dell’Unità Indonesiana Partai Persatuan Indonesia - Perindo                 | Conservatorismo populista pancasilista                         | Centro-destra            | Hary Tanoesoedibjo       |
|         | PPP           | Partito Unito dello Sviluppo Partai Persatuan Pembangunan                           | Panislamismo liberal-conservatore                              | Centrodestra/Destra      | Muhamad Mardiono         |
|         | PU            | Partito Ummah Partai Ummat                                                          | Estremismo islamico giustizialista sociale sinofobico          | Destra/Estrema destra    | Ridho Rahmadi            |

NOTA: La tabella mostra i soli partiti disputanti a livello nazionale. Vi sono, tuttavia, ben sei formazioni politiche candidate per seggi nazionali che, tuttavia, operano nella sola Provincia speciale di Aceh; per via di tale peculiarità regionale, dunque, essi non sono mostrati nell’infografica generale.

## Risultati

### Presidenziali
| Prabowo Subianto | Gibran Rakabuming | Partito del Movimento della Grande Indonesia (GERINDRA) (Avanza Indonesia) | 96 214 691  | 58,59 |  |  |  |  |
| Anies Baswedan   | Muhaimin Iskandar | Indipendente (IND) (Cambiamento)                                           | 40 971 906  | 24,95 |  |  |  |  |
| Ganjar Pranowo   | Mahfud MD         | Partito Democratico Indonesiano di Lotta (PDI-P) (Alleanza dei Partiti)    | 27 040 878  | 16,47 |  |  |  |  |
| Totale           | Totale            | Totale                                                                     | 164 227 475 | 100   |  |  |  |  |
|                  |                   |                                                                            |             |       |  |  |  |  |
| Voti non validi  | Voti non validi   | Voti non validi                                                            | 4 194 536   | 2,49  |  |  |  |  |
| Votanti          | Votanti           | Votanti                                                                    | 168 422 011 | 82,39 |  |  |  |  |
| Elettori         | Elettori          | Elettori                                                                   | 204 422 181 |       |  |  |  |  |

| Prabowo Subianto |  | 58,59% |
| Anies Baswedan   |  | 24,95% |
| Ganjar Pranowo   |  | 16,47% |

### Parlamentari

#### Camera dei rappresentanti del popolo
| Partito Democratico Indonesiano di Lotta (PDI-P)               | 25 384 673  | 16,72 | 110 |  |  |  |
| Partito dei Gruppi Funzionali (GOLKAR)                         | 23 208 488  | 15,29 | 102 |  |  |  |
| Partito del Movimento della Grande Indonesia (GERINDRA)        | 20 071 345  | 13,22 | 86  |  |  |  |
| Partito del Risveglio Nazionale (PKB)                          | 16 115 358  | 10,62 | 68  |  |  |  |
| Partito Nasdem (PND)                                           | 14 660 328  | 9,66  | 69  |  |  |  |
| Partito Giustizia Prospera (PKS)                               | 12 781 241  | 8,42  | 53  |  |  |  |
| Partito Democratico (PD)                                       | 11 283 053  | 7,43  | 44  |  |  |  |
| Partito del Mandato Nazionale (PAN)                            | 10 984 639  | 7,24  | 48  |  |  |  |
| Partito Unito dello Sviluppo (PPP)                             | 5 878 708   | 3,87  | –   |  |  |  |
| Partito della Solidarietà Indonesiana (PSI)                    | 4 260 108   | 2,81  | –   |  |  |  |
| Partito dell’Unità Indonesiano - Perindo (PPI-PP)              | 1 955 131   | 1,29  | –   |  |  |  |
| Partito dell'Onda del Popolo Indonesiano (PGRI-GELORA)         | 1 282 000   | 0,84  | –   |  |  |  |
| Partito della Coscienza Popolare (PHNR-HANURA)                 | 1 094 599   | 0,72  | –   |  |  |  |
| Partito Laburista (PB)                                         | 972 898     | 0,64  | –   |  |  |  |
| Partito Ummah (PU)                                             | 642 550     | 0,42  | –   |  |  |  |
| Partito della Mezzaluna (PBB)                                  | 484 487     | 0,32  | –   |  |  |  |
| Partito Guardiano del Cambiamento dell’Indonesia (PGPI-GARUDA) | 406 884     | 0,27  | –   |  |  |  |
| Partito del Risveglio di Nusantara (PKN)                       | 326 803     | 0,22  | –   |  |  |  |
| Totale                                                         | 151 793 293 | 100   | 580 |  |  |  |
|                                                                |             |       |     |  |  |  |
| Voti non validi                                                | 15 891 240  | 9,48  |     |  |  |  |
| Votanti                                                        | 167 684 533 | 82,03 |     |  |  |  |
| Elettori                                                       | 204 422 181 |       |     |  |  |  |

| Riepilogo dei seggi | Riepilogo dei seggi | Riepilogo dei seggi | Riepilogo dei seggi | Riepilogo dei seggi | Riepilogo dei seggi | Riepilogo dei seggi |
| ------------------- | ------------------- | ------------------- | ------------------- | ------------------- | ------------------- | ------------------- |
|                     |                     |                     |                     |                     |                     |                     |
| PDI-P               | 110                 |                     |                     | PND                 | 69                  |                     |
| PKB                 | 68                  |                     |                     | PAN                 | 48                  |                     |
| PD                  | 44                  |                     |                     | PKS                 | 53                  |                     |
| PGK-GOLKAR          | 102                 |                     |                     | PIGR-GERINDRA       | 86                  |                     |

### Esplicative
1. ↑  Tecnicamente, è stato eletto anche il Consiglio di rappresentanza regionale (DPD), la camera alta dell’Assemblea consultiva del popolo (MPR-RI); tuttavia, vista la natura apartitica per legge di tutti i candidati di quella camera, il riepilogo riassuntivo e la tabella dei risultati complessiva non vengono mostrati.
2. ↑  I cosiddetti “conteggi veloci” sono, vista la lunghezza del processo di scrutinio ufficiale nel paese, nient’altro che osservazioni, da parte di agenzie statistiche autorizzate dal governo, di spogli elettorali in seggi selezionati, al fine a determinare, anche con una considerevole precisione, una stimata situazione elettorale in tempi ragionevolmente brevi.
3. ↑  Originariamente 575 nell’ultima tornata elettorale, l’11 novembre 2022 sono state create quattro nuove province (Papua centrale, Papua sud-occidentale, Papua meridionale ed Papua Pegunungan), portando così al numero attuale.
4. ↑  Originariamente 136, l’11 novembre 2022 sono state create quattro nuove province (Papua centrale, Papua sud-occidentale, Papua meridionale ed Papua Pegunungan), portando così al numero attuale.
5. ↑  Comprende:
  - Partito del Movimento della Grande Indonesia (GERINDRA);
  - Partito dei Gruppi Funzionali (GOLKAR);
  - Partito Democratico (PD);
  - Partito del Mandato Nazionale (PAN);
  - Partito della Solidarietà Indonesiano (PSI);
  - Partito della Mezzaluna (PBB);
  - Partito Guardiano del Cambiamento dell’Indonesia (PGPI-GARUDA);
  - Partito dell'Onda del Popolo Indonesiano (PGRI-GELORA);

Supporto:
  - Partito Popolare Giusto e Prospero (PRIMA);
  - Partito Aceh (PA).
6. ↑  Comprende:
  - Partito NasDem (PND);
  - Partito del Risveglio Nazionale (PKB);
  - Partito Giustizia Prospera (PKS);
  - Partito Ummah (PU).

Supporto:
  - Partito Masyumi (PM - MASYUMI);
  - Partito Pelita (PELITA);
  - Partito Aceh Abode (PDA);
  - Partito della Solidità Indipendente degli Acehnesi - SIRA (P-SIRA);
  - Partito di Aceh Giusto e Prospero (PAS-ACEH).
7. ↑  Comprende:
  - Partito Democratico Indonesiano di Lotta (PDI-P);
  - Partito Unito dello Sviluppo (PPP);
  - Partito dell’Unità Indonesiano - Perindo (PPI-PP);
  - Partito della Coscienza Popolare (PHNR-HANURA).

### Bibliografiche
1. ↑   In Indonesia si vota un nuovo presidente, Il Post, 13 febbraio 2024.
2. ↑   Indonesia al voto mercoledì. I giovani sono l'ago della bilancia, AGI, 13 febbraio 2023.
3. ↑   Prabowo Subianto dice di aver vinto le elezioni presidenziali in Indonesia, Il Post, 14 febbraio 2024.
4. ↑   Elezioni Indonesia, tra un mese i risultati: ecco chi è in vantaggio, SkyTG24, 14 febbraio 2024.
5. ↑   L’ex generale Prabowo Subianto ha vinto le presidenziali in Indonesia, ufficialmente, Il Post, 20 marzo 2024.
6. ↑  (EN) Indonesia's Prabowo wins presidential election, poll body says, Reuters, 20 marzo 2024.
7. ↑  (EN) What Indonesia’s Election Result Means For the Ruling PDI-P, The Diplomat, 16 febbraio 2024.
8. ↑  (EN) Costituzione dell’Indonesia (PDF), su jdih.bapeten.go.id.
9. ↑  (ID) Sudirman Wamad, Jokowi soal 3 Periode: Saya Taat Konstitusi dan Kehendak Rakyat, su detiknews.
10. ↑  (ID) Hakim Asy'ari e Nur Syarifah, Peraturan Komisi Pemilihan Umum Nomor 7 Tahun 2022 tentang Penyusunan Daftar Pemilih dalam Penyelenggaraan Pemilihan Umum dan Sistem Informasi Data Pemilih [Regolamento della Commissione Elettorale Generale 7/2022 in merito alla Preparazione dei Registri elettorali nell’Organizzazione delle Elezioni generali e del Sistema informativo dei Dati dell’elettore] (PDF), su jdih.kpu.go.id, Commissione Elettorale Generale dell’Indonesia, 24 ottobre 2022,  pp. 4–11.
11. ↑  (ID) Agustina Melani, Pemilu 2024, Apa Saja Syarat Pemilih? Simak di Sini, su liputan6.com, 12 febbraio 2023.
12. ↑  (ID) Apa yang perlu Anda ketahui tentang UU Pemilu, BBC News Indonesia, 21 luglio 2017.
13. 1 2  (EN) LAW OF REPUBLIC OF INDONESIA NUMBER 7 YEAR 2017 GOVERNING ELECTIONS (PDF), su aceproject.org.
14. ↑  (ID) Muhammad Julnis Firmansyah, Mendagri Usul Pemilu 2024 Tak Digelar Dulu di IKN, Ini Alasannya, su Tempo, Eko Ari Wibowo, 31 agosto 2022.
15. ↑  (ID) Vitorio Mantalean, IKN Tak Gelar Pemilu 2024, Mendagri Usul Badan Otorita Diawasi DPR RI, su KOMPAS.com, Dani Prabowo, 31 agosto 2022.
16. ↑  (ID) Pakar: IKN Nusantara Tak Bisa Gelar Pemilu 2024, su cnnindonesia.com, nasional.